# Jogos Gays de 2010
O Jogos Gays de 2010 (VIII Jogos Gays) foram realizadas em Colônia, Alemanha, de 31 de julho a 7 de agosto de 2010.

## Processo de licitação
Em 16 de Março de 2005, a Federação dos Jogos Gays (FJG) anunciou que Colônia, Joanesburgo e Paris foram as cidades candidatas para os Jogos Gays de 2010. Colônia foi eleita na reunião da FGG anual em Chicago em 13 de novembro de 2005. Os Jogos de 2010 marcou a primeira vez que os Jogos foram realizados na Alemanha, e a segunda vez na Europa (ficou atrás de Amsterdam que hospedou os jogos em 1998).

## Países participantes
Atletas de 70 países participaram nesses jogos. A maioria dos atletas vieram da Alemanha (2,955), Estados Unidos (2,215), Reino Unido (841), países baixos (658) e França (524).
| - Angola - Argentina - Australia - Austria - Belgium - Brazil - Bulgaria - Canada - Chile - China - Colombia - Croatia - Czech Republic - Denmark - Dominican Republic - El Salvador - Estonia | - Finland - France - Germany - Ghana - Greece - Guatemala - Hong Kong - Hungary - Iceland - India - Indonesia - Ireland - Israel - Italy - Jamaica - Japan - Kenya | - Latvia - Liberia - Lithuania - Luxembourg - Mexico - Montenegro - Netherlands - New Zealand - Norway - Pakistan - Peru - Philippines - Poland - Puerto Rico - Rússia - Singapore - Slovakia | - Slovenia - South Africa - Spain - Sri Lanka - Suriname - Sweden - Switzerland - Taiwan - Tanzania - Thailand - Turkey - United Arab Emirates - United Kingdom - United States - Uruguay |

## Cerimônia de abertura
Ministro alemão das relações exteriores, Guido Westerwelle, (que era abertamente gay) participou da cerimônia de abertura em 31 de julho de 2010.
O Hino Oficial para os jogos está "diante de um Milagre" por Taylor Dayne em que ela se apresentou ao vivo.

## Eventos

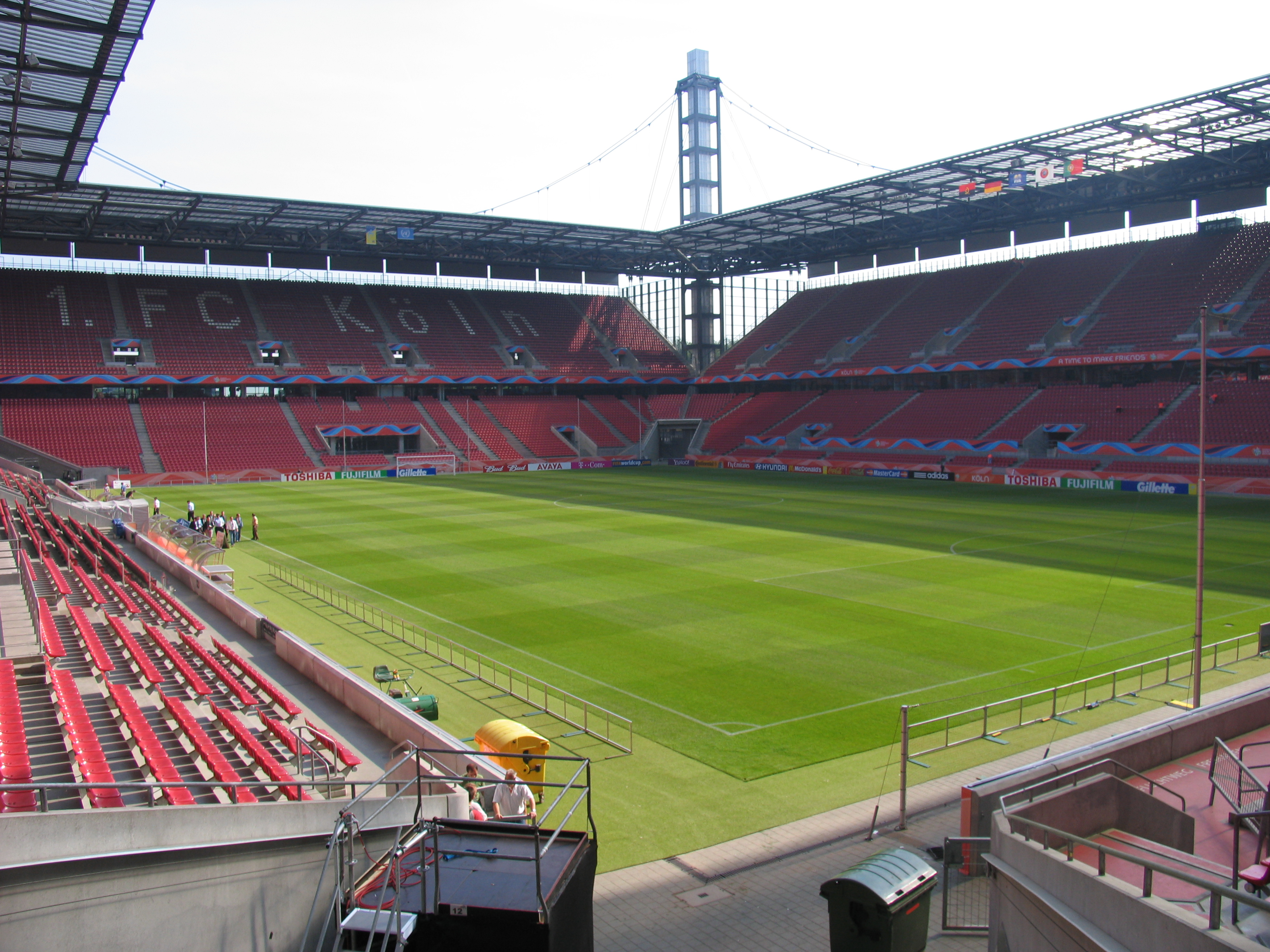
RheinEnergieStadion em Müngersdorfer de Sportpark

O evento contou com 35 esportes, acompanhado pela comunidade e eventos culturais ao longo de Colónia e da área circundante.
| Eventos                               | Localização                         |
| ------------------------------------- | ----------------------------------- |
| Cerimônias de abertura e encerramento | RheinEnergieStadion                 |
| Nado sincronizada                     | Universidade Alemã De Colónia Sport |
| Softball                              | Complexo EsportivoSüdstadion        |
| Ciclismo                              | Köln-Longerich                      |
| Vela                                  | Roermond, Holanda                   |

35 disciplinas consistiu de Badminton, Basquetebol, Voleibol de Praia, Musculação (Físico), Boliche, Bridge, Xadrez, Ciclismo, DanceSport, Natação, Campo de Hóquei, Patinação no gelo, Golfe, Handebol, Hóquei no Gelo, em linha de Patinação de Velocidade, Artes Marciais, Piscina, Bilhar, Powerlifting, Corridas de rua incl. Maratona, Vela, Futebol, Softball, Esporte De Escalada,
Esporte de Tiro, Squash, Natação, nado Sincronizado, tênis, Tênis de Mesa, atletismo e Triatlo, Voleibol, Polo aquático e Luta.

## Relações externas
- Gay Jogos VIII-página oficial (em inglês)
- Cartão-postal da Europa: Questionando a necessidade de que o Gay Games